# Ergani (district)
Ergani is een Turks district in de provincie Diyarbakır en telt 109.678 inwoners (2007). Het district heeft een oppervlakte van 1467,7 km².
De bevolkingsontwikkeling van het district is weergegeven in onderstaande tabel.
| 1997   | 2000   | 2007    |
| ------ | ------ | ------- |
| 90.103 | 87.467 | 109.678 |